# Mountain Music Fest
Mountain Music Fest je festival muzike i umetnosti na planini. Održava se na Divčibarama, u Srbiji.

## Istorijat i koncept
Prvi festival zvanično je realizovan 2016. godine i dešava se svake godine u avgustu. Butik festivali su događaji manjeg kapaciteta, najčešće sa ograničenim brojem posetilaca. U poređenju sa velikim festivalima, oni pružaju personalizovano iskustvo, uz dodatne sadržaje kao što su: radionice, degustacije hrane i umetnički performansi. Festivali ovog tipa su fokusirani na intimnu atmosferu i održavaju se na nesvakidašnjim lokacijama. Poznatiji pod skraćenicom MMF, koncept festivala podrazumeva celodnevne muzičke i umetničke aktivnosti u prirodi, uz program koji traje od podneva do ponoći i namenjen je svim generacijama. Ovim konceptom festival predstavlja svojevrsnu platformu za boravak u prirodi i edukaciju ljudi o važnostima održivosti. Prve godine održan u prostoru napuštenog auto kampa Breza, MMF se 2017. godine seli na lokaciju ski staze Crni vrh, gde se bez prestanka održava do danas. 

## Sadržaj festivala
MMF traje tri dana – od petka do nedelje, a festivalski prostor se sastoji iz tri muzičke bine (Staza, Vinil i Breza) i Čarobne šume u kojoj se održavaju dodatni sadržaji festivala na temu umetnosti, popularne nauke, avanture i sporta, kao i kreativnih radionica.

## Muzičke bine
Staza, glavna i najveća bina festivala je koncertna, gde publika ima priliku da sluša uživo nastupe renomiranih bendova i izvođača iz Srbije i inostranstva. Žanrovi muzike koji su zastupljeni na Stazi su: rokenrol, bluz, hip-hop, pop, a lokacija prirodnog amfiteatra u podnožju ski staze doprinosi jedinstvenoj atmosferi i kvalitetu nastupa. 
Vinil bina je sninonim za MMF i na festivalu je prisutna od 2018. godine. Kao što i sam naziv kaže, muzika se pušta isključivo sa vinil ploča. Na ovoj bini nastupaju brojni kultni disk džokeji, pasionirani kolekcionari vinila, koji puštaju svoje setove u disko, fank, soul, džez i hip-hop ritmovima. 
Breza je najmlađa bina, uvedena na festival 2022. godine. Sa haus, deep haus, fank i disko muzikom kao dominantnim pravcima, Breza je mesto nezaboravnih žurki pod borovima, a osim toga publika može da uživa i u džemovanju, fanki, bluz i kantri svirkama – kojima se MMF zatvara u nedelju, poslednjeg dana festivala.

## Dodatni sadržaji festivala
Čarobna šuma upotpunjuje MMF kao jedinstvenu festivalsku celinu, a od nastanka festivala održano je više stotina sadržaja za decu i odrasle kao što su: kreativne radionice crtanja, plesa, joge, avantura park i takmičenje u pravljenju i bacanju papirnih aviona, koji su omiljeni najmlađim posetiocima. Tu je i panoramska vožnja žičarom koja pruža nezaboravan doživljaj u razgledanju pejzaža Divčibara i okoline.

## Spoljašnje veze
- Mountain Music Fest
- Mountain Music Fest na sajtu
- Mountain Music Fest na sajtu